# Plaxiphora (Plaxiphora) obtecta
Plaxiphora (Plaxiphora) obtecta is een keverslakkensoort uit de familie van de Mopaliidae. De wetenschappelijke naam van de soort is voor het eerst geldig gepubliceerd in 1893 door Carpenter in Pilsbry.